# Койтер, Волхер
Волхер Койтер (нидерл. Volcher Coiter или Koyter; 1534, Гронинген — 2 июня 1576, Бриен-ле-Шато) — нидерландский анатом и врач.
Учился в Германии, Франции и Италии, преподавал хирургию в Болонье (1562—1566). В 1566 году был арестован инквизицией, год провёл в тюрьме, после чего вернулся в Германию, работал врачом в Амберге и Нюрнберге.
Койтер открыл узлы на нервах спинного мозга и некоторые лицевые мускулы и дал первые рисунки скелета зародыша в «Анатомическом трактате о костях абортированного плода и полугодовалого младенца» (лат. «Tractatus anatomicus de ossibus foetus abortivi et infantis dimidium anni nati», Гронинген, 1559). Его «Таблицы наружных и внутренних частей человеческого тела» (лат. «Tabulae externarum et internarum humani corporis partium», Нюрнберг, 1573) представляют собой первый атлас топографической анатомии. Впервые проведённое Койтером скрупулёзное исследование развития куриного зародыша заставляет говорить о нём как об основоположнике эмбриологии.